# Wendy Crewson
Wendy Jane Crewson (ur. 9 maja 1956) – kanadyjska aktorka.

## Życiorys
Wendy Crewson urodziła się w Hamilton w kanadyjskiej prowincji Ontario. Jest córką June Doreen (z domu Thomas) i Roberta Binnie Crewsona. Uczęszczała do Queen’s University w Kingston (Ontario), gdzie otrzymała prestiżową nagrodę „Lorne Greene Award” za wybitne osiągnięcia teatralne. Potem studiowała w Akademii Sztuki Teatralnej Webbera Douglasa (Webber Douglas Academy of Dramatic Art) w Londynie. W roku 1988 wyszła za mąż za aktora Michaela Murphy’ego, z którym miała dwoje dzieci. Rozwiedli się w styczniu 2009 i Wendy Crewson wyszła ponownie za mąż.

## Filmografia
| Rok  | Tytuł                                             | Rola                         |
| ---- | ------------------------------------------------- | ---------------------------- |
| 1982 | Zagrajmy w „Lochy i potwory” (Mazes and Monsters) | Kate Finch                   |
| 1983 | Skullduggery                                      | Barbara Sluszarczyk/Dorigen  |
| 1984 | Heartsounds                                       | Judy                         |
| 1984 | The Guardian (film HBO)                           | Marlee Kramer                |
| 1985 | Mark of Cain                                      | Dale                         |
| 1987 | Hobo’s Christmas                                  | Laurie                       |
| 1990 | Getting Married in Buffalo Jump                   | Sophie Ware                  |
| 1991 | Doktor (The Doctor)                               | Dr. Leslie Abbott            |
| 1992 | Szalona rodzinka (Folks!)                         | Audrey Aldrich               |
| 1993 | Synalek (The Good Son)                            | Susan Evans                  |
| 1994 | Śnięty Mikołaj (The Santa Clause)                 | Laura Miller                 |
| 1994 | Corrina, Corrina                                  | Jenny Davis                  |
| 1995 | Ebbie                                             | Roberta Cratchet             |
| 1996 | Miłość z marzeń (To Gillian On Her 37th Birthday) | Kevin Dollof                 |
| 1997 | Air Force One                                     | Pierwsza Dama Grace Marshall |
| 1998 | At the End of the Day: The Sue Rodriguez Story    | Sue Rodriguez                |
| 1998 | Gasnące słońce (Escape Velocity)                  | Billie                       |
| 1999 | Lepsze od czekolady (Better Than Chocolate)       | Lila                         |
| 1999 | Bicentennial Man                                  | „Ma’am” Martin               |
| 1999 | Koniec lata (Summer’s End)                        | Virginia Baldwin             |
| 2000 | Mercy                                             | Bernadine Mello              |
| 2000 | What Lies Beneath                                 | Elena                        |
| 2000 | 6-ty dzień (The 6th Day)                          | Natalie Gibson               |
| 2001 | Obnażona (Suddenly Naked)                         | Jackie York                  |
| 2001 | Deadly Appearances                                | Joanne Kilbourn              |
| 2002 | Perfect Pie                                       | Adult Patsy                  |
| 2002 | Niespodziewana miłość (Unexpected Love)           | McNally „Mac” Hays           |
| 2002 | The Santa Clause 2                                | Laura Miller                 |
| 2002 | Krwawy werdykt (Verdict in Blood)                 | Joanne Kilbourn              |
| 2003 | Córka pianisty (The Piano Man’s Daughter)         | Ede Kilworth                 |
| 2003 | Daleko od siebie (Twelve Mile Road)               | Dr. Angela Landis            |
| 2004 | Rozrachunek (The Clearing)                        | Louise Miller                |
| 2004 | Gołąb (Pigeon)                                    | Woman in Train               |
| 2005 | Motel Niagara (Niagara Motel)                     | Lily                         |
| 2005 | W poszukiwaniu sprawiedliwości (Hunt for Justice) | Louise Arbour                |
| 2006 | Przygoda na Antarktydzie (Eight Below)            | Eve McClaren                 |
| 2006 | Kogo cieszy słońce (Who Loves the Sun)            | Mary Bloom                   |
| 2006 | Pakt milczenia (The Covenant)                     | Evelyn Danvers               |
| 2006 | Daleko od niej (Away from Her)                    | Madeleine                    |
| 2006 | The Santa Clause 3: The Escape Clause             | Laura Miller                 |
| 2007 | The Seeker: The Dark is Rising                    | Mary Stanton                 |
| 2007 | Złodziejka; film TV                               | Roz Andrews                  |
| 2009 | Zdrada Formozy (Formosa Betrayed)                 | Susan Kane                   |
| 2011 | Winnie                                            | Mary Botha                   |
| 2012 | I że cię nie opuszczę (The Vow)                   | Dr. Fishman                  |